# Компэйто
Компэйто (яп. 金平糖, 金米糖, 金餅糖, こんぺいとう・コンペイトー) — японские традиционные карамельные конфеты, имеющие португальское происхождение.

## История
Слово компэйто происходит от португальского confeito, что означает леденец (сахарная конфета). Эти конфеты были завезены в Японию в период между XV и XVI веками торговцами из Европы. В Японии того времени ещё не была освоена инфраструктура и технология рафинирования сахара; а поскольку в производстве компэйто используется большое количество сахара, они были очень редким и дорогим продуктом. Так, в 1569 году португальский миссионер Луиш Фройш подарил Ода Нобунага флягу с компэйто за то, что тот разрешил основать в Японии христианскую миссию.

## Производство
Одна конфета компэйто обычно выглядит как шарик от 5 до 10 миллиметров в диаметре и покрыта маленькими выпуклостями, которые образуются в процессе производства. Изготовление обычно занимает от 7 до 10 дней и до сих пор выполняется вручную. При производстве используется большая вращающаяся ёмкость — дора (dora), в которой раствор сахара непрерывно падает в виде капель. Чтобы образовывались выпуклости, ёмкость должна вращаться с определённой скоростью.

## Галерея

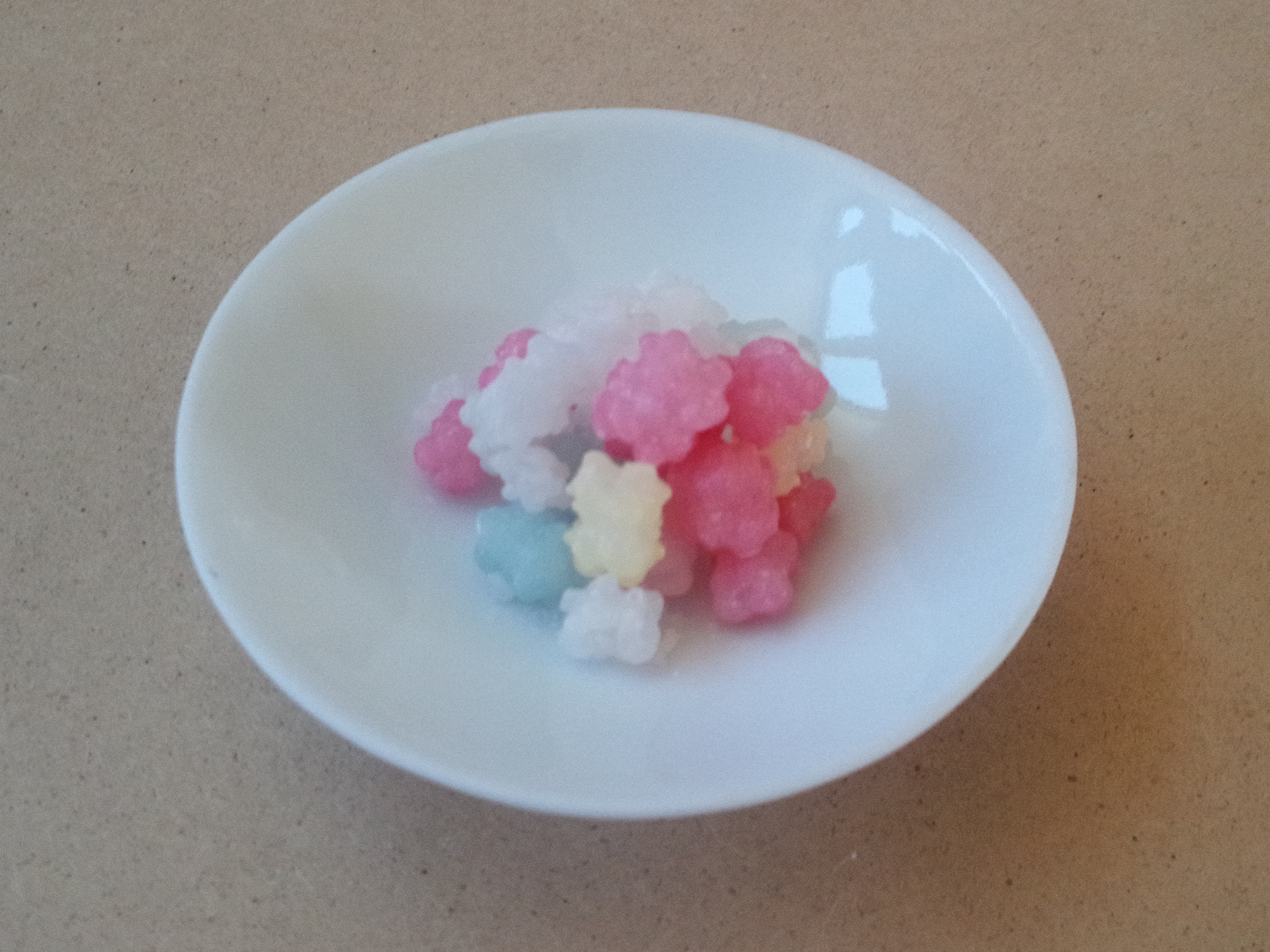
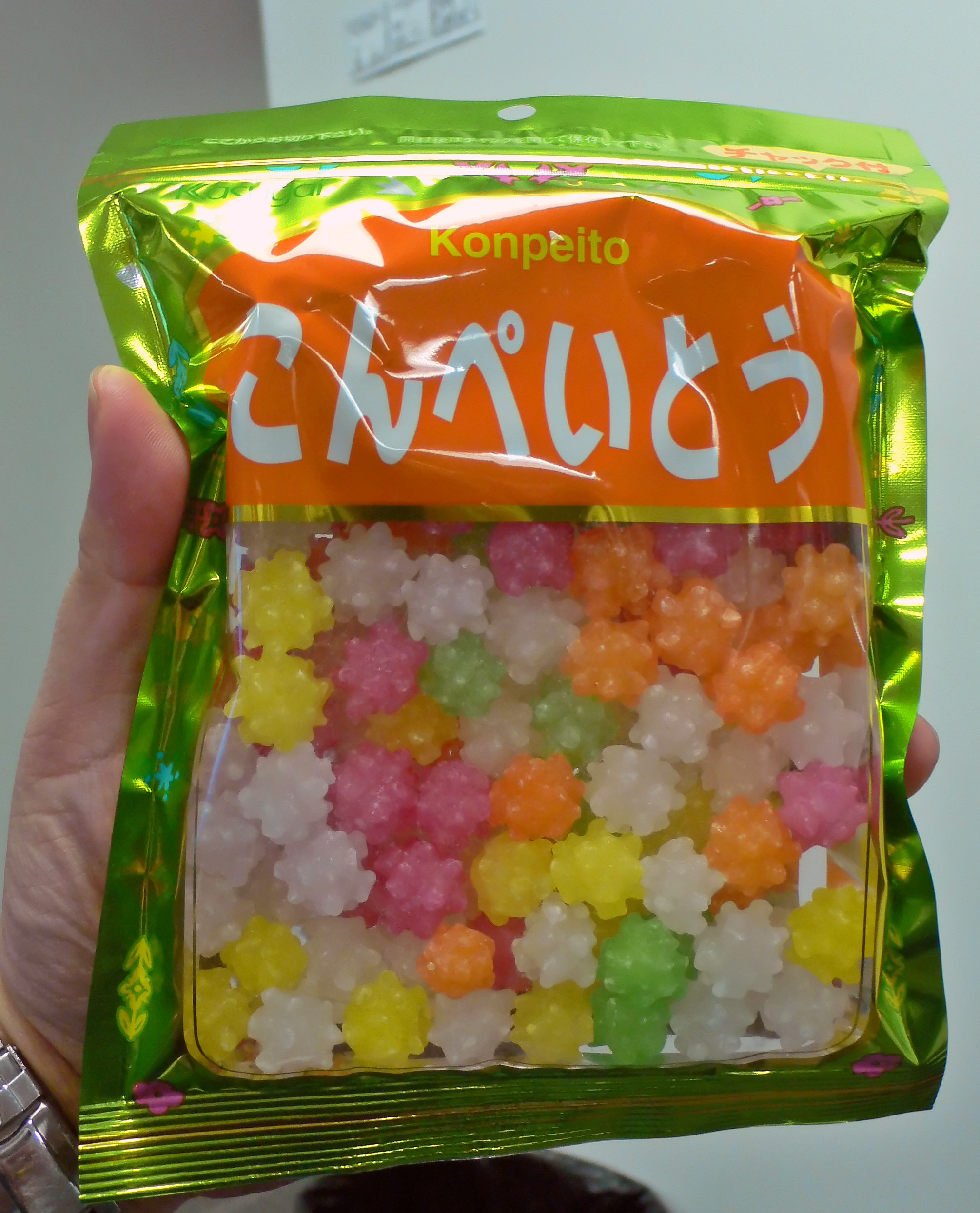
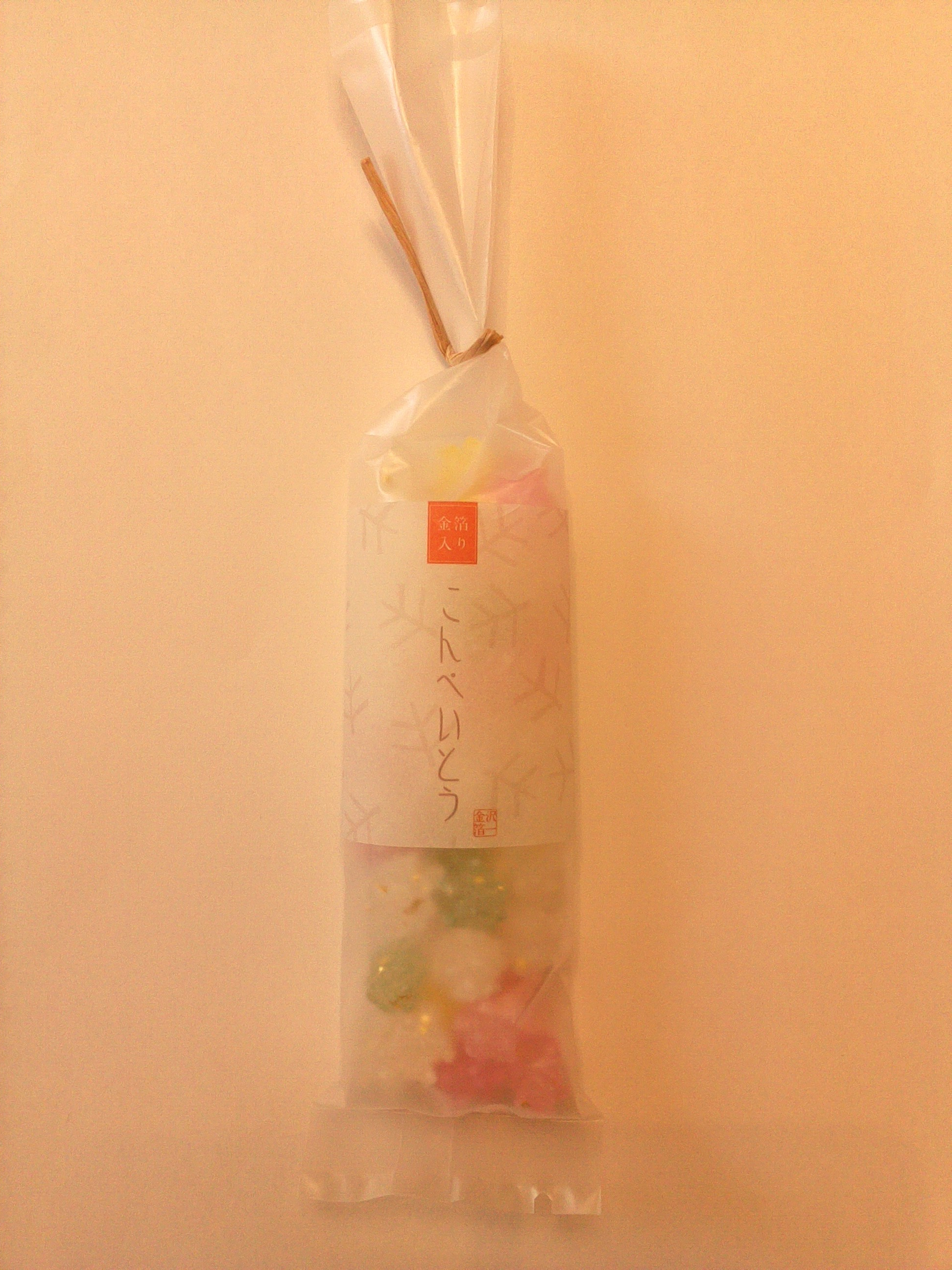